# Protogygia biclavis
Protogygia biclavis là một loài bướm đêm trong họ Noctuidae.